# 2022년 화롄 지진
2022년 화롄 지진(중국어: 2022年花蓮地震)은 2022년 3월 23일 1시 41분 38초에 중화민국(대만) 화롄현 남쪽 58km 해역에서 일어난 지진이다. 릭터 규모 ML6.7이며 진원 깊이는 25.7 km이다. 타이둥현 창빈향에서 중화민국 중앙기상국 진도 계급 기준 6약급을 관측했는데 이는 신 진도 계급 개정 이후 처음으로 6약급을 관측한 지진으로 이 지역에 47년만에 발생한 가장 큰 규모의 지진이다. 본진 발생 2분 후 릭터 규모 ML6.2의 여진이 관측되었는데 이는 타이완에서 발생한 여진 중 가장 큰 규모의 지진이다.

## 지질학적 환경
타이완은 필리핀해판과 유라시아판이 만나는 환태평양 조산대 위에 있다. 필리핀해판은 1년에 평균 82 mm의 속도로 유라시아판과 충돌해 아래로 섭입하며 두 판의 섭입대에는 화둥쭝구가 있어 이 곳에서 지진이 빈번하게 발생한다. 수이베이 등의 지진학자 연구에 따르면 타이완 동부에서 수렴 에너지의 40%가 방출되기 때문에 이 지역에서의 지진 활동이 중요하다고 평가했다.
대만 기상국 지진관측중심 소장인 천궈창은 이 지역이 오랫동안 지진이 작게 나거나 발생하지 않았으며 실제로 대부분의 섭입력 힘이 이보다 북쪽의 화롄 단층대에서 방출되어 판 자체가 상대적으로 연약하고 충돌 중 변형이 더 느리고 점진적이라고 밝혔다. 수 년간의 단층 변형 후 섭입력으로 축적된 에너지가 대부분 방출되었으며 북쪽의 화롄 연안 단층대는 이미 대부분의 에너지를 방출해 지구대의 높은 강성과 함께 지구대가 이미 받은 변형으로 일련의 에너지 방출로 이어졌다고 설명했다.

## 진도

### 대만・중국
| 진도 | 현/시                                                                                  |
| ---- | -------------------------------------------------------------------------------------- |
| 6약  | 타이둥현                                                                               |
| 5강  | 화롄현                                                                                 |
| 4급  | 난터우현 자이현 가오슝시 윈린현 타이중시 이란현 타이난시 자이시 장화현 먀오리현 신주현 |
| 3급  | 핑둥현 타오위안시 신베이시 타이베이시                                                  |
| 2급  | 신주시 펑후현 지룽시                                                                   |
| 1급  | 롄장현                                                                                 |

### 일본
| 진도 | 도도부현   | 시정촌                           |
| ---- | ---------- | -------------------------------- |
| 2    | 오키나와현 | 이시가키시 요나구니정            |
| 1    | 오키나와현 | 미야코지마시 다라마촌 다케토미정 |

### 홍콩
홍콩 천문대(HKO)에서는 시민들이 몇 초간 미세한 흔들림을 느꼈다는 신고가 이어졌다. 이후 분석 결과 홍콩 천문대에서는 지진으로 느낀 홍콩의 진도가 수정 메르칼리 진도 계급 기준 III이라고 발표했다.

## 쓰나미
지진 발생 직후인 3시 26분 일본 기상청에서는 피해 우려는 없으나 약간의 해수면 변동이 예상된다며 미야코섬 및 야에야마 지방에 0.2 m 미만의 쓰나미예보를 발령했다.

## 여진
본진 발생 직후 수 차례 여진이 발생했으며, 이 중 제일 큰 규모의 여진은 같은 날 오전 1시 43분에 발생한 규모 ML6.2, 최대진도 4의 지진이다. 아래는 규모 M5.5 이상의 여진 목록이다.
| 발생 시각         | 규모 | 진앙            | 최대 진도 |
| ----------------- | ---- | --------------- | --------- |
| 3월 23일 1시 42분 | 5.7  | 타이둥현 창빈향 | 4급       |
| 3월 23일 1시 43분 | 6.2  | 화롄현 펑빈향   | 4급       |
| 3월 23일 3시 35분 | 5.8  | 화롄현 해역     | 4급       |
| 3월 23일 4시 29분 | 6.0  | 타이둥현 창빈향 | 4급       |

## 피해
화롄현 위리진에 건설 중이던 위싱교는 아직 다리 상판에 고정하지 않은 32개의 다리 중 28개가 붕괴되거나 부러져 최소 3천만 위안의 손실을 입었으나 지진 당시에는 공사가 진행 중이 아니라 인명 피해는 없었다. 또한 타이완 성도 제30호선 위장공로 동쪽 32.5 km 지점에서 산사태와 지반 균열이 발생했고 타이완 성도 제11호선의 창빈향과 둥허향 구간에서도 낙석이 발생했다.
가오슝시 쯔관구 츠시리에 있는 류더보 고택이 지진으로 외벽, 부조 등이 파손되는 피해가 발생했다. 지진으로 창빈향에서 1명이 유리에 베어 병원으로 이송되었고, 타이난시에서는 지진으로 엘리베이터에 2명이 승강기에 갇혔다가 구조되었다. 타이둥현 청궁진의 주택 20여채가 파손되는 피해가 있었다.

## 같이 보기
- 2022년 지진
- 대만의 지진 목록